# Karl-Heinz Lather

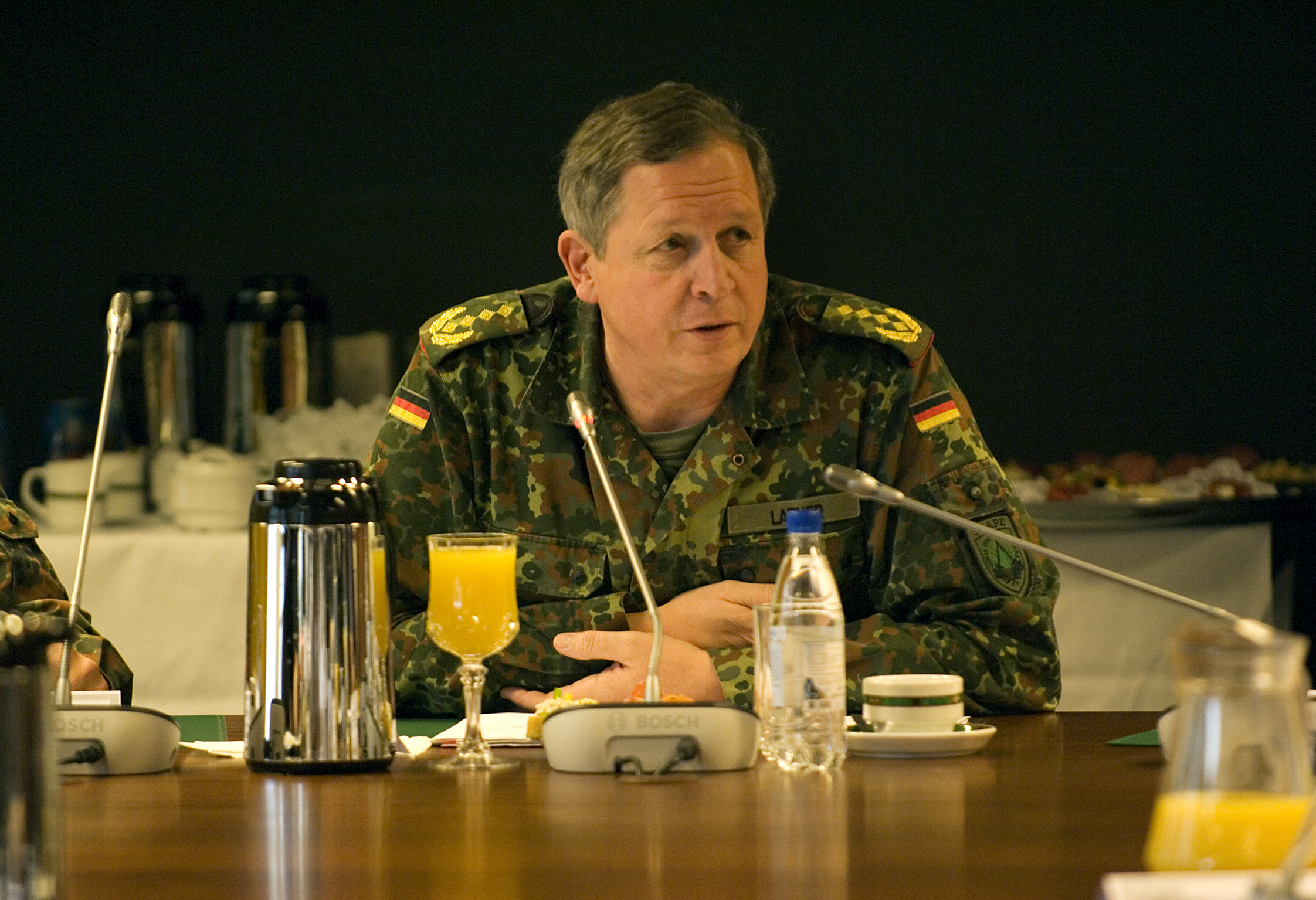
General Lather, 2009.

General Lather in einem Interview in Afghanistan, 2009.

Karl-Heinz Lather (* 15. September 1948 in Kehna bei Marburg; † 13. Februar 2021 in Heidelberg) war General des Heeres der Bundeswehr. Er war vom 13. September 2007 bis zum 23. September 2010 der Chef des Stabes des Supreme Headquarters Allied Powers Europe der NATO.

## Militärische Laufbahn

### Ausbildung und erste Verwendungen
Lather wurde 1967, nach seinem Abitur am Gymnasium Philippinum in Marburg zum Dienst in der Bundeswehr eingezogen und begann 1968 seine Offiziersausbildung bei der Artillerie. 1970 wurde er zur 4. Batterie des Panzerartilleriebataillons 135 in Wetzlar versetzt. Anschließend diente er als Ausbilder an der Artillerieschule in Idar-Oberstein, um danach den Posten eines Batteriechefs im Feldartilleriebataillons 21 in Schwalmstadt zu übernehmen.

### Dienst als Stabsoffizier
1978 bis 1980 absolvierte er den 21. Generalstabslehrgang Heer an der Führungsakademie der Bundeswehr in Hamburg, erhielt die Beförderung zum Major und wurde danach als Referent für Operationen und Übungen im Führungsstab der Streitkräfte (FüS) im Bundesministerium der Verteidigung in Bonn eingesetzt. 1982 absolvierte Lather das britische Staff College in Camberley.
Ab 1984 diente Lather als Stabsoffizier für Operationen (G3) im Stab der Panzerlehrbrigade 9 in Munster. 1986 übernahm er dann wieder ein Truppenkommando und kommandierte das Feldartilleriebataillon 21 in Schwalmstadt-Treysa. Anschließend diente er als Stabsoffizier für Innere Führung und Personalwesen (G1) im Stab der 2. Panzergrenadierdivision in Kassel. 1989 kehrte Lather zurück ins Verteidigungsministerium nach Bonn und diente dort erst als stellvertretender Referatsleiter und ab 1991 als Referatsleiter in der Stabsabteilung I für Innere Führung, Personal und Ausbildung (Fü S I).

### Dienst als General
1993 übernahm Lather im Rang eines Obersten das Kommando über die damalige Heimatschutzbrigade 42 und das Verteidigungsbezirkskommando 84 in Potsdam. In dieser Verwendung wurde er zum Brigadegeneral ernannt.
Im Jahre 1995 wurde er abermals ins Verteidigungsministerium versetzt und diente nun als stellvertretender Stabsabteilungsleiter für Innere Führung und Politische Bildung im Führungsstab der Streitkräfte. Drei Jahre später, 1998, übernahm Lather in Sigmaringen unter Ernennung zum Generalmajor das Kommando über die 10. Panzerdivision und das Wehrbereichskommando V. Während dieser Zeit diente er in Bosnien und Herzegowina als Stabschef der SFOR.
Im März 2001 wurde Lather nach Ulm versetzt, wo er als Generalleutnant und Befehlshaber das II. Korps übernahm. Nach seiner Ernennung zum Generalleutnant war er kurz stellvertretender Befehlshaber des Heeresführungskommandos in Koblenz, bevor er im Juni 2004 in Heidelberg den Posten des stellvertretenden Befehlshaber des Joint Subregional Command (JSRC), später umbenannt in Allied Land Component Command Heidelberg (CC-Land Heidelberg), unter dem Kommando von US-General Burwell B. Bell übernahm. Drei Jahre später, am 5. April 2007, übernahm er von US-General David D. McKiernan den Posten des Kommandeurs CC-Land Heidelberg, diente in dieser Verwendung aber nur wenige Monate.
Am 13. September 2007 löste er, zum General ernannt, Rainer Schuwirth auf dem Posten des Stabschefs im NATO-Hauptquartier Europa, dem Supreme Headquarters Allied Powers Europe (SHAPE), unter dem Kommando von Bantz J. Craddock ab. Seinen Posten in Heidelberg übernahm daraufhin Generalleutnant Roland Kather. Lather diente bis 2010 auf diesem Posten zunächst unter dem US-General Craddock und anschließend unter dem US-Admiral James G. Stavridis.
Mit Wirkung vom 23. September 2010 übergab Lather den Posten des Chefs des Stabes bei SHAPE an General Manfred Lange. Nach seiner Verabschiedung mit einem Großen Zapfenstreich, am 27. September 2010, wurde er mit Ablauf des 30. September 2010 in den Ruhestand versetzt.
Zudem wurde Lather im Sommer 2010 in die Bundeswehr-Strukturkommission berufen, die unter Vorsitz von Frank-Jürgen Weise Vorschläge zur Reform der Bundeswehrstrukturen ausarbeitete.
Seine Orden und Ehrenzeichen umfassen: das Bundesverdienstkreuz am Bande, das Ehrenkreuz der Bundeswehr in Gold, das Legion of Merit, das Verdienstkreuz erster Klasse der Tschechischen Streitkräfte, die NATO-Medaille, die Einsatzmedaille der Bundeswehr (SFOR) und den Orden Ritter des heiligen Papstes Silvester (Silvesterorden).

## Privates
Lather war verheiratet und hatte zwei Kinder.
Der Oberst Dietger Lather, bis Ende Juli 2009 Kommandeur des Zentrums Operative Kommunikation der Bundeswehr, war sein jüngerer Bruder.
Lather engagierte sich im Stiftungsbeirat der Katholischen Friedensstiftung.
Lather starb am 13. Februar 2021 nach kurzer, schwerer Krankheit.

## Schriften (Auswahl)
- mit Thomas Bohrmann, Friedrich Lohmann: Handbuch militärische Berufsethik. 2 Bände, Springer VS, Wiesbaden 2013 f.

- Band 1: Grundlagen. 2013, ISBN 978-3-531-17715-1.
- Band 2: Anwendungsfelder. 2014, ISBN 978-3-658-06341-2.